# Jagdfliegerführer Südfrankreich
Jagdfliegerführer Südfrankreich war ab dem 1. Januar 1943 die Bezeichnung einer Dienststellung bzw. einer Kommandobehörde auf Brigadeebene der deutschen Luftwaffe im Zweiten Weltkrieg. Ihre Hauptaufgabe war die Luftraumverteidigung im vom Deutschen Reich besetzten Südfrankreich.

## Geschichte
Die Kommandobehörde des Jagdfliegerführers Südfrankreich wurde am 16. November 1942 in Aix-en-Provence, im deutschbesetzten Frankreich, aufgestellt. Sie führte die Jagdverbände die in Südfrankreich stationiert waren und nahm die Luftraumverteidigung in diesem Bereich wahr. Sie war dem II. Jagdkorps der Luftflotte 3 unterstellt. Am 31. Juli 1944, nach der erfolgreich verlaufenden alliierten Landung in Südfrankreich und dem damit verbundenen deutschen Rückzug, wurde die Kommandobehörde aufgelöst.

## Unterstellte Verbände
| Verbände am 6. Juni 1944 |                |
| ------------------------ | -------------- |
| Verbände am 6. Juni 1944 | Jagdgruppe Süd |